# Discretizzazione
In matematica, la discretizzazione rappresenta il processo di trasformazione di modelli matematici ed equazioni continue nelle controparti discrete. Questo processo è spesso necessario come primo passo per esaminare un problema fisico simulandolo attraverso l'uso di un calcolatore e/o tramite tecniche numeriche.
Metodi di discretizzazione particolarmente usati sono:
- Metodo ai volumi finiti
- Metodo agli elementi finiti
- Metodo alle differenze finite